# Форио
Форѝо (на италиански: Forio, може да се намира и неправилната форма Forio d'Ischia Форио д'Иския) е пристанищен град и община в Южна Италия, провинция Неапол, регион Кампания. Разположен е на западния бряг на остров Иския, в Тиренско море. Населението на общината е 17 600 души (към 2010 г.).
Тя е една от шестте общини, от които се състои остров Иския.